# Jorge Rigaud
Pedro Jorge Rigato Delissetche, conocido como George Rigaud o Jorge Rigaud (Buenos Aires, Argentina, 11 de agosto de 1905-Leganés, Comunidad de Madrid, España, 17 de enero de 1984) fue un actor argentino, afincado sucesivamente en Francia y España.

## Biografía
Prolífico actor que llegó a intervenir en papeles de reparto en casi doscientas películas francesas y españolas. Se instala en París siendo todavía muy joven, a la edad de ocho años, y allí comienza su carrera artística, debutando en el cine en 1931 con la película Fantomas de Pál Fejös. Durante los siguientes diez años tiene una presencia activa en el cine francés, trabajando a las órdenes de directores como Max Ophuls o René Clair con incursiones también en Hollywood, Italia, Argentina, Alemania y España.
Al estallar la II Guerra Mundial se traslada a su Argentina natal donde continúa su carrera hasta 1957, año en que se instala definitivamente en España donde permanecerá el resto de su vida.
En un principio, alcanza una gran popularidad al interpretar el papel de San Valentín en la famosa película El día de los enamorados (1959), de Fernando Palacios, así como en su secuela Vuelve San Valentín (1962).
Durante las décadas de los sesenta y setenta rueda a un ritmo de casi diez películas por año, participando en todo tipo de coproducciones, pertenecientes a géneros como el giallo o el Spaghetti Western. Se puede destacar la comedia de ladrones Último chantaje (The Happy Thieves, 1961) protagonizada por Rita Hayworth y Rex Harrison.
La importancia de sus papeles fue decreciendo progresivamente hasta tener una presencia meramente testimonial en las películas en las que trabajaba y terminó haciendo publicidad.
Falleció el 17 de enero de 1984 en un centro asistencial de Leganés (Comunidad de Madrid) una hora después que le dieran de alta contra su voluntad del Hospital Provincial de la calle Ibiza de Madrid, tras haber sufrido un accidente de tráfico días antes, en que resultó atropellado por una moto en la Gran Vía madrileña.
En 2024 se estrenó el documental sobre su vida Osario Norte, dirigida por José Manuel Serrano Cueto. Sus restos se encuentran en un osario común del cementerio parroquial de Leganés sin que hubiera ninguna lápida que le recordara hasta que el director Serrano Cueto, el actor Pedro Casablanc y el productor Jorge Rivera, así como funcionarios del cementerio, la colocaron en 2023[5]. En 2025, y gracias a la insistencia del cineasta gaditano, residente en Leganés, el citado José Manuel Serrano Cueto, el ayuntamiento de Leganés le colocó una placa en la calle Cádiz donde Rigaud falleció[6].

## Televisión
- La máscara negra. Episodio Sábado de carnaval (1982)
- Curro Jiménez. Episodio En la loca fortuna (1977)
- Zum kleinen Fisch (1977) Serie .... Celeste
- El túnel (1977)
- Im Auftrag von Madame Episodio Der Flaschengeist (1975)
- Kara Ben Nemsi Effendi Episodio Die Brüder Aladschy (1975)  .... Dr. Ömer
- Los pintores del Prado Episodio Tiziano: La soledad  (1974)
- Los camioneros Episodio La escapada de un viejo corredor (1974) .... Fulgencio

## Filmografía

### Cine
- Asalto al casino (1981)
- Maravillas (1981) .... Tomás
- Paco el seguro (1979) .... Octavio
- El felino (1979) .... Francés invitado a la fiesta
- Uno del millón de muertos (1977)
- Doña Perfecta (1977)
- La noche de los cien pájaros (1976)
- Los locos del oro negro (1976) .... Terrateniente
- Striptease (1976) .... Director
- Viaje al centro de la Tierra (1976)  .... Profesor
- La iniciación en el amor (1976)
- Whisky y fantasmas (1976) .... Cómplice
- Leonor (1975)  .... Padre de Catherine
- La última jugada (1975) .... Juez Rodgers
- Casa Manchada (1975) .... Jerónimo
- Largo retorno (1975)  .... Doctor Vals
- El valle de las viudas (1975)
- El ojo en la oscuridad (1975) .... Rev. Bronson
- El mejor regalo (1975)
- Rebeldía (1975)
- Una secretaria para matar  (1974) .... Arthur
- Los fríos senderos del crimen  (1974)
- Emma, puertas oscuras  (1974)
- El padrino y sus ahijadas (1974)
- Escándalo (1974) .... Nane, el sirviente
- El kárate, el Colt y el impostor (1974)  .... Lord Barclay
- Los viajes escolares (1974)
- Santo contra el doctor Muerte (1973)  .... Dr. Robert Mann
- El consejero (1973) .... Sacerdote
- El secreto de la momia egipcia (1973) .... Dartmoor
- El complot de los rebeldes (1973)
- También los ángeles comen judías (1973) .... Senador O'Riordan
- Tarot (1973)
- Pánico en el Transiberiano (1972) .... Conde Marion Petrovski
- Detrás del silencio (1972) .... Tío Ralph
- La mansión de la niebla (1972)  .... Padre de Elsa
- Las lágrimas de Jennifer (1972) .... Profesor Isaacs, padre de Sheila
- Todos los colores de la oscuridad (1972) .... Dr. Burton
- Les llamaban y les llamaban dos sinvergüenzas (1972)  .... Sacerdote
- Mil millones para una rubia (1972) .... Mr. Stanley
- Nicolás y Alejandra (1971)  .... El embajador francés
- La muerte camina con tacón alto (1971) .... Capitán Lenny
- Una ciudad llamada Bastarda (1971) .... Gato Asilla
- El hombre que vino del odio (1971)
- Marta (1971) .... Arturo
- Una lucertola con la pelle di donna (1971) .... Dr. Kerr
- El halcón de Sierra Madre (1971) .... Don Firmino
- Crimen imperfecto (1970) .... D. Gregorio
- El último día de la guerra (1970) .... Max Lorkmann
- El abominable hombre de la Costa del Sol (1970) .... Duque de Puentelarra - padre de Federico
- Las siete vidas del gato (1970)  .... Don Braulio
- Las fotos de una mujer decente (1970) .... Bergman
- Los desesperados (1969)
- Johnny Ratón (1969) .... Padre Superior
- El largo día del águila (1969) .... General británico
- Vivos o preferiblemente muertos (1969) .... Mr. Scott
- Una historia perversa (1969) .... Arthur Mitchell
- La furia de los siete magníficos (1969)  .... Gabriel
- El mercenario (1968) .... Manuel de Lagos
- La ametralladora (1968) .... Ryckert
- Las Vegas, 500 millones (1968) .... Jefe inspector Morton
- Un atraco de ida y vuelta (1968)
- El rey de África (1968)  .... Anders
- Llaman de Jamaica, Mr. Ward (1968)
- Escuela de enfermeras (1968)
- Cervantes (1967)
- Diamantes a gogó (1967) .... Gregg
- El rostro del asesino (1967)   .... Coronel
- Operación Dalila (1967) .... Harrison
- Mister Dinamita, mañana os besará la muerte (1967)
- Codo con codo (1967) .... Sr. Alear
- Siete mujeres para los Mac Gregor (1967) .... Alastair MacGregor
- Trampa para un forajido (1967)  .... Jim Bailey
- Culpable para un delito (1967)
- Cifrado especial (1966)
- Tormenta sobre el Pacífico (1966) .... Almirante
- Texas Kid (1966) .... Mitch
- Amenaza black box (1966)
- Las siete magníficas (1966)
- El tigre de los siete mares (1966) .... Almirante
- 087, misión Apocalipsis (1966) .... 'Jefe Z'
- Dos pistolas gemelas (1966)   .... Slatery
- Pampa salvaje (1966)   .... Viejo
- Mando perdido (1966)   .... Sacerdote
- Totó de Arabia (1966) .... Sir Bains
- Kiss Kiss - Bang Bang (1966) .... Sir Sebastian Wilcox
- El hombre de Marrakech (1966)
- Siete pistolas para los Mac Gregor (1966)   .... Alastair MacGregor
- Sugar Colt (1966) .... Alan Pinkerton
- Viaje de novios a la italiana (1966) .... Barrón Luigi
- Una tumba para el Sheriff (1965)  .... Wilson
- El tigre se perfuma con dinamita (1965) .... Comandante Damerec
- Estambul 65 (1965) .... Jefe de la CIA
- Die Hölle von Manitoba (1965)  .... Seth Grande
- El niño y el muro (1965)
- Hagan juego, señoras (1965)
- El dedo en el gatillo (1965)   .... Benton
- Jandro (1964)
- Brandy (1964)  .... Beau
- Ella y el miedo (1964)  .... Inspector Rojas
- El tulipán negro (1964) .... Intendente general/Jefe de Policía
- Un balcón sobre el infierno (1964) .... Sartori
- Un rincón para querernos (1964)
- Rueda de sospechosos (1964) .... Jorge Guitart
- La araña negra (1963)
- Marisol rumbo a Río (1963)  .... Americano
- Escuadrilla de vuelo (1963)
- La máscara de Scaramouche (1963) .... Duque de Lacoste
- El valle de las espadas (1963) .... San Millán
- Eva 63 (1963) .... Miguel
- La gran familia (1962) .... Rey Gaspar
- Vuelve San Valentín (1962) .... San Valentín
- Héroes de blanco (1962)
- Los cuervos (1961) .... Don Carlos
- Cerca de las estrellas (1962)
- Occidente y sabotaje (1962)
- Último chantaje (1962) .... Inspector de policía español
- Mara (1961)
- El coloso de Rodas (1961)   .... Lissipu
- No dispares contra mí (1961)
- El último verano (1961)
- El pobre García (1961)
- Regresa un desconocido (1961)
- Mi calle (1960)
- Amor bajo cero (1960)  .... Carlos
- El día de los enamorados (1959) .... San Valentín
- Con la vida hicieron fuego (1959) .... Quico
- El capitán Jones (1959)
- El rififí y las mujeres (1959) .... El Marqués
- Juego de niños (1959)
- Ejército blanco (1959)
- El festín de Satanás (1958)
- Un vaso de whisky (1958) .... Inspector de policía
- Carlota (1958)
- Enigma de mujer (1956)
- El tango en París (1956)
- La dama del millón (1956)
- Los maridos de mamá (1956)
- Más pobre que una laucha (1955)
- Caídos en el infierno (1954)
- Siete gritos en el mar (1954)
- Deshonra (1952)
- El baldío (1952)
- La muerte en las calles (1952)
- Sangre negra (1951) .... Farley, un periodista
- La pícara cenicienta (1951)
- Escuela de campeones (1950) .... Alexander Watson Hutton
- La trampa (1949)
- Cita en las estrellas (1949)
- El extraño caso de la mujer asesinada (1949)
- Al volver a la vida (1948) .... Maurice
- Masquerade in Mexico (1945) .... Boris Cassall
- ...Y amaneció (1945) .... Andre de Mornay
- Vingt-quatre heures de perm' (1945) .... Jacques Arnoux
- Casa de muñecas (1943)  .... Torvald
- Eclipse de sol (1943)
- Dieciséis años (1943)
- El gran secreto (1942)
- Vidas marcadas (1942)
- Embrujo (1941)
- Trois argentins à Montmartre (1941) .... Gastón
- Último refugio  (1941)
- Abandono (1940)  .... Capitán Stefano Courier
- Face au destin (1940) .... Jean Lambert
- Suprema decisión (1940) .... Georges
- Accord final (1938) .... Georges Astor
- Nostalgie (1938) .... Teniente André Minsky
- Sarati, le terrible (1937) .... Gilbert de Kéradec
- Nuits de feu (1937) .... Serge Rostoff
- La griffe du hasard (1937)   .... Jacques Daroy
- Nitchevo (1936) .... Hervé de Kergoët
- La peur (1936) .... Jean, el músico
- Noches de París (1936) .... Jacques Mendoza
- Puits en flammes (1936)   .... Jacques Grégor
- Le roman d'un spahi (1936) .... Jean Peyral
- L'esclave blanc (1936)
- Debout là-dedans! (1935)   .... Georges
- Divine (1935) .... Le Lait (Antonin)
- Joli monde (1935) .... Charles Meunier
- Taxi de minuit (1934) .... Fred
- L'ordonnance (1933)   .... Saint-Albert
- Idilio en El Cairo (1933) .... Tobby Blackwell
- Une histoire d'amour (1933) .... Teniente Théodore Berg
- Rivaux de la piste (1933) .... Rodríguez
- Quatorze Juillet (1933) .... Jean
- Son altesse impériale (1933) .... El príncipe Boris
- Tambour battant (1933) .... Príncipe Léopold de Anhalt-Dessau
- Le champion du régiment (1932) .... André de Villetaneuse
- Fantômas (1932)  .... Charles Rambert, el sobrino de la baronesa/ Fandor